# Лифос
Лифос (греч. Λίθος — камень) — книга, изданная в 1644 году в Киево-Печерской лавре и сыгравшая видную роль в полемике православных с униатами.
Автор точно не установлен. Сам автор называет себя Евсевием Пимином, но большинство библиографов приписывают книгу митрополиту Петру Могиле.
Был направлен против сочинения «Перспектива» Кассиана Саковича.
Был переиздан в «Архиве Юго-Западной России» (т. IX, 1893).